# الطريق الوطنية رقم 13 (تونس)
الطريق الوطنية رقم 13 أو ط و13 طريق رئيسية تونسية تصل بين مدينة صفاقس والحدود التونسية الجزائرية شمال غربي مدينة فوسانة، وهي تمرّ بالمدن التالية على التوالي:
- صفاقس،
- منزل شاكر،
- فطناسة،
- أولاد حفوز،
- سبيطلة،
- فوسانة.